# Karangpatri
Karangpatri is een bestuurslaag in het regentschap Bekasi van de provincie West-Java, Indonesië. Karangpatri telt 8750 inwoners (volkstelling 2010).